# Râul Cotârgaci
Râul Cotârgaci este un curs de apă, afluent al râului Morișca. 